# Автобан A9 (Німеччина)
Федеральний автобан 9 (A9, нім. Bundesautobahn 9) — німецький автобан, що проходить у напрямку північ-південь і з'єднує мегаполіси Берлін і Мюнхен. Він починається на Берлінському кільці, проходить між столицею федеральної землі Саксонія-Ангальт Галле (Заале) і великим містом Саксонії Лейпцигом. Зі східного боку обходить Нюрнберг, і через Інгольштадт прямує на Мюнхен, де й закінчується в районі Швабінг, примикаючи до кільцевого автошляху 2 R. Із загальною довжиною 530 кілометрів це один із найдовших автобанів у Німеччині.

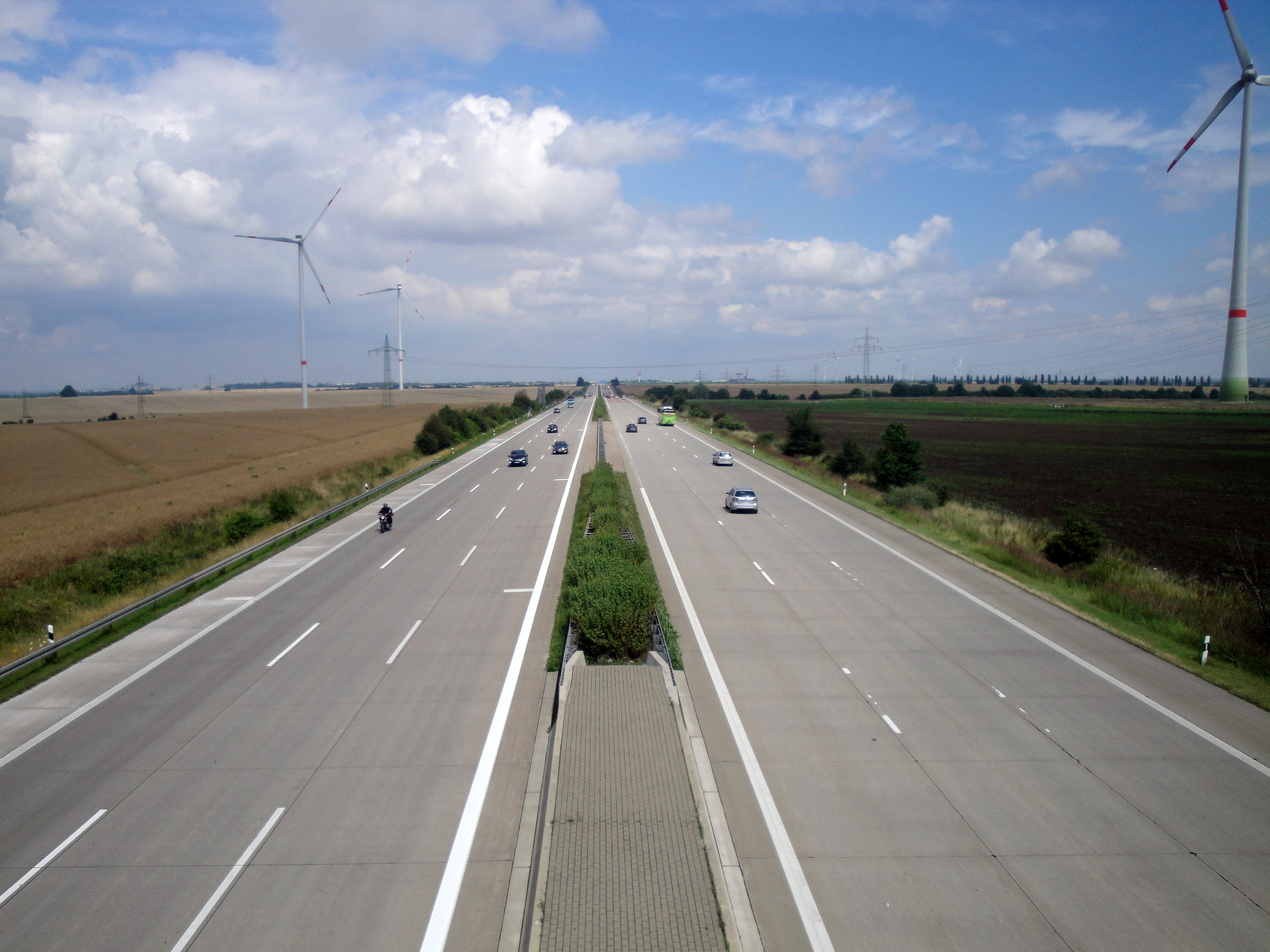
A9 біля Вайсенфельсу на південь від Лейпцига.

Маршрут був побудований у 1930-х роках за часів націонал-соціалізму як рейхсавтобан і був одним із транзитних маршрутів із Західної Німеччини до Західного Берліна після поділу Німеччини. Після возз’єднання в 1990 році більшу частину автобану було оновлено через зростаючий обсяг трафіку.